# Dyskografia Craiga Davida
Jest to lista oficjalnych wydań solowych Craiga Davida, angielskiego piosenkarza R&B. Craig David wydał do tej pory pięć albumów studyjnych, jedną dużą kompilację przebojów oraz dwadzieścia jeden singli.

## Albumy
| Rok  | Tytuł albumu | Pozycje na listach | Pozycje na listach | Pozycje na listach | Pozycje na listach | Pozycje na listach | Pozycje na listach | Pozycje na listach | Pozycje na listach | Pozycje na listach | Pozycje na listach | Pozycje na listach | Pozycje na listach | Pozycje na listach | Pozycje na listach | Certyfikaty |
| Rok  | Tytuł albumu | UK                 | US                 | DE                 | AT                 | CH                 | AU                 | IE                 | BE (Wa)            | BE (Fl)            | NL                 | IT                 | FR                 | ES                 | SE                 | Certyfikaty |
| ---- | --- | ------------------ | ------------------ | ------------------ | ------------------ | ------------------ | ------------------ | ------------------ | ------------------ | ------------------ | ------------------ | ------------------ | ------------------ | ------------------ | ------------------ | --- |
| 2000 | Born to Do It - Wydany: UK: 14 kwietnia 2000, US: 17 lipca 2001 - Wytwórnia: Wildstar Records/Atlantic Records (#CDWILD32) - Format: CD, kaseta, płyta winylowa, digital download | 1                  | 11                 | 3                  | 8                  | 6                  | 2                  | 1                  | 7                  | 7                  | 1                  | 7                  | 5                  | –                  | 1                  | BPI: 6x Platyna ARIA: 4x Platyna IFPI: 3x Platyna SNEP: Platyna RIAA: Platyna CRIA: Platyna BVMI: Platyna IFPI Platyna |
| 2002 | Slicker Than Your Average - Wydany: 19 listopada 2002 - Wytwórnia: Wildstar Records/Atlantic Records (#CDWILD42) - Format: CD, kaseta, digital download                           | 4                  | 32                 | 16                 | –                  | 6                  | 5                  | 27                 | 8                  | 15                 | 19                 | 11                 | 6                  | –                  | 26                 | BPI: 3x Platyna ARIA: 2x Platyna IFPI: Platyna RIAA: Złoto SNEP: Złoto BVMI: Złoto BEL: Złoto IFPI: Złoto              |
| 2005 | The Story Goes... - Wydany: 22 sierpnia 2005 - Wytwórnia: Warner Music (#2564625222) - Format: CD, Płyta winylowa, digital download                                               | 5                  | –                  | 13                 | 46                 | 3                  | 9                  | 45                 | 7                  | 5                  | 6                  | 5                  | 5                  | 2                  | 11                 | BPI: 2x Platyna SNEP: Złoto                                                                                            |
| 2007 | Trust Me - Wydany: UK: 12 listopada 2007, US: 8 maja 2008 - Wytwórnia: Warner Music (#2564697131) - Format: CD, digital download                                                  | 18                 | 58                 | 62                 | –                  | 16                 | 59                 | 76                 | 39                 | 49                 | 37                 | 19                 | 18                 | 28                 | 53                 | BPI: Złoto Złoto |
| 2008 | Greatest Hits (kompilacja) - Wydany: UK: 24 listopada 2008, US: 2 grudnia 2008 - Wytwórnia: Warner Music (#825646926978) - Format: CD, digital download                           | 48                 | –                  | 55                 | –                  | 102                | 175                | 164                | 28                 | 8                  | –                  | 45                 | 99                 | 24                 | –                  | BPI: Srebro BEL: Złoto                                                                                                 |
| 2010 | Signed Sealed Delivered - Wydany: 29 marca 2010 - Wytwórnia: Universal TV (#2733585) - Format: CD, digital download                                                               | 13                 | –                  | –                  | –                  | 93                 | 24                 | 114                | 76                 | 34                 | 93                 | 56                 | –                  | 14                 | –                  | |
| –    | Following My Intuition - Wydany: 2014/2015 | –                  | –                  | –                  | –                  | –                  | –                  | –                  | –                  | –                  | –                  | –                  | –                  | –                  | –                  | |

## Pozostałe albumy
- 2000: Garage Anthems: The Very Best of Garage 2000
- 2000: Interview Disc
- 2001: Remixes & Live
- 2008: Introducing... Craig David

## Single
| Rok  | Tytuł singla                                          | Pozycje na listach | Pozycje na listach | Pozycje na listach | Pozycje na listach | Pozycje na listach | Pozycje na listach | Pozycje na listach | Pozycje na listach | Pozycje na listach | Pozycje na listach | Pozycje na listach | Pozycje na listach | Pozycje na listach | Album                     |
| Rok  | Tytuł singla                                          | UK                 | US                 | IE                 | AU                 | FR                 | IT                 | SE                 | NL                 | DE                 | BE (Wa)            | BE (Fl)            | CH                 | JP                 | Album                     |
| ---- | ----------------------------------------------------- | ------------------ | ------------------ | ------------------ | ------------------ | ------------------ | ------------------ | ------------------ | ------------------ | ------------------ | ------------------ | ------------------ | ------------------ | ------------------ | ------------------------- |
| 2000 | "Fill Me In"                                          | 1                  | 15                 | 7                  | 6                  | 34                 | 34                 | 28                 | 8                  | 37                 | 6                  | 28                 | 45                 | 3                  | Born to Do It             |
| 2000 | "7 Days"                                              | 1                  | 10                 | 3                  | 4                  | 19                 | 9                  | 21                 | 7                  | 22                 | 12                 | 25                 | 20                 | 38                 | Born to Do It             |
| 2000 | "Walking Away"                                        | 3                  | 44                 | 9                  | 5                  | 22                 | 15                 | 13                 | 11                 | 46                 | 18                 | 21                 | 24                 | 50                 | Born to Do It             |
| 2001 | "Rendezvous"                                          | 8                  | –                  | 29                 | 28                 | 61                 | 49                 | –                  | 56                 | 86                 | 4                  | 3                  | 74                 | –                  | Born to Do It             |
| 2002 | "What’s Your Flava?"                                  | 8                  | 104                | 22                 | 10                 | 20                 | 12                 | 31                 | 12                 | 35                 | 14                 | 22                 | 13                 | 4                  | Slicker Than Your Average |
| 2003 | "Hidden Agenda"                                       | 10                 | 119                | –                  | 24                 | 70                 | 20                 | 49                 | 43                 | 65                 | 39                 | 39                 | 50                 | 19                 | Slicker Than Your Average |
| 2003 | "Rise & Fall" (feat. Sting)                           | 2                  | 83                 | 5                  | 6                  | 15                 | 9                  | 35                 | 7                  | 15                 | 17                 | 17                 | 11                 | 47                 | Slicker Than Your Average |
| 2003 | "Spanish"                                             | 8                  | –                  | 31                 | –                  | –                  | –                  | –                  | 83                 | –                  | 3                  | 4                  | 39                 | –                  | Slicker Than Your Average |
| 2003 | "World Filled with Love"                              | 15                 | –                  | –                  | 32                 | 83                 | –                  | –                  | –                  | 94                 | 31                 | –                  | 40                 | –                  | Slicker Than Your Average |
| 2003 | "You Don’t Miss Your Water (’Til the Well Runs Dry)"  | 43                 | –                  | 180                | –                  | –                  | –                  | –                  | –                  | –                  | –                  | –                  | 93                 | –                  | Slicker Than Your Average |
| 2005 | "All the Way"                                         | 3                  | –                  | 27                 | 31                 | 23                 | 12                 | 33                 | 47                 | 28                 | 28                 | 28                 | 18                 | 1                  | The Story Goes...         |
| 2005 | "Don’t Love You No More (I’m Sorry)"                  | 4                  | –                  | 30                 | 49                 | 45                 | 35                 | –                  | –                  | 65                 | 3                  | 2                  | 35                 | 53                 | The Story Goes...         |
| 2006 | "Unbelievable"                                        | 18                 | –                  | 46                 | 96                 | –                  | –                  | –                  | –                  | –                  | –                  | –                  | –                  | –                  | The Story Goes...         |
| 2007 | "This Is the Girl" (feat. Kano)                       | 18                 | –                  | –                  | –                  | –                  | –                  | –                  | –                  | –                  | –                  | –                  | –                  | –                  | Trust Me                  |
| 2007 | "Hot Stuff (Let's Dance)"                             | 7                  | 22                 | 19                 | 29                 | 15                 | 18                 | 10                 | 47                 | 37                 | 15                 | 14                 | 11                 | 1                  | Trust Me                  |
| 2008 | "6 of 1 Thing"                                        | 39                 | –                  | –                  | –                  | –                  | –                  | –                  | –                  | –                  | –                  | –                  | –                  | –                  | Trust Me                  |
| 2008 | "Officially Yours"                                    | 158                | –                  | –                  | –                  | –                  | –                  | –                  | –                  | –                  | –                  | –                  | –                  | –                  | Trust Me                  |
| 2008 | "Where’s Your Love" (feat. Tinchy Stryder i Rita Ora) | 58                 | –                  | –                  | –                  | –                  | –                  | –                  | –                  | –                  | –                  | –                  | –                  | –                  | Greatest Hits             |
| 2008 | "Insomnia"                                            | 43                 | 90                 | –                  | 89                 | –                  | –                  | –                  | 81                 | –                  | 4                  | 4                  | 84                 | 34                 | Greatest Hits             |
| 2010 | "One More Lie (Standing in the Shadows)"              | 76                 | –                  | –                  | –                  | –                  | –                  | –                  | –                  | –                  | 6                  | 12                 | –                  | 89                 | Signed Sealed Delivered   |
| 2010 | "All Alone Tonight (Stop, Look, Listen)"              | –                  | –                  | –                  | –                  | –                  | –                  | –                  | –                  | –                  | –                  | –                  | –                  | –                  | Signed Sealed Delivered   |

### Certyfikaty Singli
| Rok  | Tytuł singla                | Certyfikaty                            | Sprzedaż             |
| ---- | --------------------------- | -------------------------------------- | -------------------- |
| 2000 | "Fill Me In"                | BPI: Złoto ARIA: Złoto                 | 400,000 35,000       |
| 2000 | "7 Days"                    | BPI: Złoto ARIA: Platyna               | 400,000 70,000       |
| 2000 | "Walking Away"              | BPI: Srebro ARIA: Platyna RIANZ: Złoto | 200,000 70,000 5,000 |
| 2002 | "What’s Your Flava?"        | ARIA: Złoto                            | 35,000               |
| 2003 | "Rise & Fall" (feat. Sting) | ARIA: Złoto                            | 35,000               |

## Utworyz gościnnym udziałemCraiga Davida

### Utwory notowane na listach przebojów
| Rok  | Tytuł utworu                           | Artyści                                            | Pozycje na listach | Pozycje na listach | Pozycje na listach | Pozycje na listach | Pozycje na listach | Pozycje na listach | Pozycje na listach | Pozycje na listach | Pozycje na listach | Album                          |
| Rok  | Tytuł utworu                           | Artyści                                            | UK                 | CH                 | DE                 | BE (Wa)            | BE (Fl)            | FR                 | NL                 | SE                 | NZ                 | Album                          |
| ---- | -------------------------------------- | -------------------------------------------------- | ------------------ | ------------------ | ------------------ | ------------------ | ------------------ | ------------------ | ------------------ | ------------------ | ------------------ | ------------------------------ |
| 1998 | "What You Gonna Do?"                   | Artful Dodger (feat. Craig David)                  | 2                  | –                  | –                  | –                  | –                  | –                  | –                  | –                  | –                  | It's All About the Stragglers  |
| 1999 | "Re-Rewind (The Crowd Say Bo Selecta)" | Artful Dodger (feat. Craig David)                  | 2                  | 88                 | 49                 | 21                 | –                  | –                  | 4                  | 53                 | –                  | It's All About the Stragglers  |
| 1999 | "Woman Trouble"                        | Artful Dodger (feat. Craig David i Robbie Craig)   | 6                  | 98                 | 95                 | –                  | 10                 | –                  | 63                 | –                  | 43                 | It's All About the Stragglers  |
| 2010 | "Do It On My Own"                      | Remady (feat. Craig David)                         | –                  | 28                 | –                  | 2                  | 16                 | 12                 | –                  | –                  | –                  | No Superstar: The Album        |
| 2012 | "Our Love"                             | Stereo Palma (feat. Craig David i Regi)            | –                  | –                  | –                  | 17                 | –                  | –                  | –                  | –                  | –                  | Our Love                       |
| 2012 | "Addicted"                             | DJ Assad (feat. Craig David, Mohombi i Greg Parys) | –                  | –                  | –                  | 15                 | –                  | 97                 | –                  | –                  | –                  | Máxima FM Compilation, Vol. 14 |

### Pozostałe nienotowane utwory
| Rok  | Tytuł utworu                   | Artyści                                                                                    | Album                                                            |
| ---- | ------------------------------ | ------------------------------------------------------------------------------------------ | ---------------------------------------------------------------- |
| 2000 | "No More"                      | Guru (feat. Craig David)                                                                   | Jazzmatazz, Vol. 3: Street Soul                                  |
| 2001 | "Something"                    | Artful Dodger (feat. Craig David i Jeff Lifford)                                           | It's All About the Stragglers                                    |
| 2002 | "Gimme the Light" (Live)       | Sean Paul (feat. Craig David)                                                              | Gimme the Light                                                  |
| 2002 | "Nice And Slow" (Live)         | Usher (feat. Craig David)                                                                  | My Way                                                           |
| 2007 | "Bad Boy" (Live)               | Kano (feat. Craig David)                                                                   | London Town                                                      |
| 2008 | "Diamond Girl" (Remix)         | Ryan Leslie (feat. Craig David & Mims)                                                     | Ryan Leslie                                                      |
| 2008 | "6 of 1 Thing" (Remix)         | Ryan Leslie (feat. Craig David)                                                            | The Chemist Mixtape                                              |
| 2008 | "Walking Away"                 | Nek / Monrose / Lynnsha / Alex Ubago (feat. Craig David)                                   | Greatest Hits (wersja włoska, niemiecka, francuska i hiszpańska) |
| 2008 | "All the Way"                  | Bonnie Pink (feat. Craig David)                                                            | Greatest Hits (wersja japońska)                                  |
| 2009 | "Fed Up"                       | Bonnie Pink (feat. Craig David)                                                            | One                                                              |
| 2009 | "Everways"                     | Ali Campbell (feat. Craig David)                                                           | Flying High                                                      |
| 2009 | "Stuck In The Middle"          | Jay Sean (feat. Craig David)                                                               | All or Nothing                                                   |
| 2010 | "Sexy Lady You"                | Akisto (feat. Craig David)                                                                 | bd.                                                              |
| 2011 | "Fly Away"                     | Rony Seikaly i In The Screen (feat. Craig David, Erick Morillo, Harry Romero i Jose Nunez) | Subliminal Invasion                                              |
| 2011 | "Get Drunk Up"                 | Erick Morillo (feat. Craig David)                                                          | Subliminal 2012                                                  |
| 2011 | "Just Because You Have A Baby" | Sway (feat. Craig David)                                                                   | bd.                                                              |
| 2011 | "Freak On the Dancefloor"      | Blackout Mode (feat. Craig David)                                                          | R&B Collection 2012                                              |
| 2012 | "Bits 'n Pieces"               | Dim Chris (feat. Craig David i Rosette)                                                    | Bits 'n Pieces                                                   |
| 2012 | "Next To Ya"                   | Krys Ivory & Ryan Leslie (feat. Craig David)                                               | bd.                                                              |
| 2012 | "Sex In the Bathroom"          | Timati (feat. Craig David)                                                                 | SWAGG                                                            |
| 2012 | "Good Time"                    | Calvin Harris (feat. Craig David)                                                          | bd.                                                              |
| 2013 | "Discoball"                    | Kaya (feat. Craig David)                                                                   | bd.                                                              |

## Strony B, bonusy i pozostałe utwory

### Strony B
| Rok  | Tytuł utworu               | Albumy/Single                                      | Długość |
| ---- | -------------------------- | -------------------------------------------------- | ------- |
| 1997 | "I’m Ready" (feat. Damage) | Forever (album Damage)                             | 3:37    |
| 2000 | "Apartment 543"            | Fill Me In                                         | 4:24    |
| 2000 | "Stop Messing Around"      | 7 Days                                             | 3:46    |
| 2000 | "Human"                    | Walking Away                                       | 4:01    |
| 2001 | "No More" (feat. Guru)     | Rendezvous                                         | 4:05    |
| 2002 | "Four Times A Lady"        | What’s Your Flava?                                 | 5:30    |
| 2003 | "Come Together"            | Hidden Agenda                                      | 3:56    |
| 2003 | "Candle In the Wind"       | Spanish                                            | 3:31    |
| 2003 | "Static"                   | You Don’t Miss Your Water (’Til the Well Runs Dry) | 4:52    |
| 2005 | "Take 'Em Off"             | All the Way                                        | 4:07    |
| 2005 | "Can You Feel Me"          | All the Way                                        | 4:13    |
| 2005 | "Exception To the Rule"    | Don’t Love You No More (I’m Sorry)                 | 4:19    |
| 2008 | "She’s On Fire"            | Officially Yours                                   | 5:02    |

### Bonusy i pozostałe utwory
| Tytuł utworu                               | Albumy/Single                        | Długość |
| ------------------------------------------ | ------------------------------------ | ------- |
| "Are You Up For This"                      |                                      | 3:12    |
| "Body Talkin'" (feat. Sebastian)           |                                      | 3:41    |
| "Candy Girl"                               |                                      | 4:07    |
| "Cocoa Butter"                             |                                      | 5:20    |
| "Cool With You"                            |                                      | 3:27    |
| "Dirty Mouth"                              |                                      | 3:55    |
| "Girl In A Subway" (Remix) (feat. Amastar) | 7 Days                               | 3:32    |
| "Girls Around The World"                   |                                      | 1:47    |
| "Going My Way"                             |                                      | 3:17    |
| "I Don’t Think So"                         |                                      | 3:20    |
| "Like I Never Left"                        |                                      | 5:58    |
| "Love Like This" (feat. T2)                |                                      | 3:30    |
| "My First Love"                            | Sex and the City, Vol. 2: More Music | 4:17    |
| "Never Too Late" (feat. Slava)             |                                      | 3:26    |
| "Never Should Have Walked Away"            | The Story Goes...                    | 4:10    |
| "Nobody Has To Know"                       | What’s Your Flava?                   | 4:40    |
| "Oh" (Live) (feat. Fearne Cotton)          |                                      | 2:45    |
| "Reason"                                   | Star Academy                         | 2:47    |
| "Say The Word"                             | Slicker Than Your Average            | 4:50    |
| "Smoothed Out"                             |                                      | 4:35    |
| "Snows In July"                            |                                      | 4.32    |
| "Take You Home (Escort You)"               |                                      | 3:28    |
| "Talking The Hardest" (Freestyle)          |                                      | 3:11    |
| "Use Somebody"                             |                                      | 3:37    |
| "Who Am I"                                 |                                      | 3:35    |

## Teledyski
| Tytuł                                                 | Uwagi             | Dyrektor               |
| ----------------------------------------------------- | ----------------- | ---------------------- |
| "Rewind" (with Artful Dodger)                         |                   | Chris Vincze           |
| "Fill Me In"                                          | Wersja brytyjska  | Max & Dania            |
| "7 Days"                                              |                   | Max & Dania            |
| "Walking Away"                                        | Wersja brytyjska  | Max & Dania            |
| "Rendezvous"                                          |                   | Max & Dania            |
| "Fill Me In"                                          | Wersja USA        | Darren Grant           |
| "Walking Away"                                        | Wersja USA        | Lenny Bass             |
| "What’s Your Flava?"                                  |                   | Little X               |
| "Hidden Agenda"                                       |                   | Calabazitaz            |
| "Rise & Fall" (feat. Sting)                           |                   | Max & Dania            |
| "Rise & Fall" (feat. Sting)                           | Wersja studyjna   | Simon Poontip          |
| "Spanish"                                             |                   | Calabazitaz            |
| "Personal"                                            | Niewydany         | Calabazitaz            |
| "World Filled with Love"                              |                   | Calabazitaz            |
| "You Don’t Miss Your Water"                           |                   |                        |
| "All the Way"                                         |                   | Max & Dania            |
| "Don’t Love You No More (I’m Sorry)"                  |                   | Robert Hales           |
| "Unbelievable"                                        |                   | Robert Hales           |
| "This Is the Girl" (with Kano)                        |                   | Paul Minor             |
| "Hot Stuff (Let's Dance)"                             |                   | Justin Francis         |
| "6 of 1 Thing"                                        |                   | Phil Griffin           |
| "Officially Yours"                                    |                   | Barnaby Roper          |
| "Where’s Your Love" (feat. Tinchy Stryder i Rita Ora) |                   | Steve Kemsley          |
| "Insomnia"                                            |                   | Sarah Chatfield        |
| "Walking Away" (feat. Nek)                            | Wersja włoska     |                        |
| "Walking Away" (feat. Monrose)                        | Wersja niemiecka  |                        |
| "Walking Away" (feat. Lynnsha)                        | Wersja francuska  |                        |
| "Walking Away" (feat. Álex Ubago)                     | Wersja hiszpańska |                        |
| "One More Lie (Standing in the Shadows)"              |                   | Dale "Rage" Resteghini |
| "All Alone Tonight (Stop, Look, Listen)"              |                   |                        |
| "Do It On My Own" (feat. Remady)                      |                   |                        |

## DVD
- 2001: Fill Me in (Singel DVD)
- 2001: Off the Hook...Live at Wembley
- 2003: Rise & Fall (Singel DVD)
- 2005: Live in Costa Rica: Music in High Places
- 2008: Greatest Hits